# Jagdgelegenheit
Eine Jagdgelegenheit ist die Möglichkeit, in einem Revier als  Jagdgast die Jagd auszuüben.

## Allgemein
Als Jäger hat man nicht das Recht, überall zu jagen. Er benötigt ein Jagdgebiet. Dies sind bei Eigenjagden Grundflächen mit einer arrondierten Fläche von mindestens 75 ha. Kleinere Flächen der Grundbesitzer einer Gemeinde bilden als Jagdgenossen zusammen einen gemeinschaftlichen Jagdbezirk. Das Jagdausübungsrecht in diesem Bezirk wird in der Regel von der Jagdgenossenschaft an einen Jagdpächter auf eine gesetzlich festgelegte Pachtzeit verpachtet.

## Jagderlaubnisschein
Im Allgemeinen haben Jäger ohne eigenes Revier die Möglichkeit, bei einem privaten Jagdpächter eine Jagderlaubnis (veraltete Bezeichnung: Begehungsschein) zu bekommen oder bei der Unteren Forstbehörde einen Antrag auf einen Jagderlaubnisschein zu stellen, da die Behörden auf Flächen, die jagdlich von ihnen betreut werden, zur Erfüllung des Abschussplans Abschüsse gegen Entgelt vergeben können. Die Anzahl der Abschüsse und das Entgelt für den Jagderlaubnisschein wird gemäß § 11 Abs. 1 Satz 3 Bundesjagdgesetz durch Landesrecht geregelt, die Jagdgesetze bestimmten meist eine Höchstgrenze an entgeltlichen Jagderlaubnisscheinen. In vielen Revieren gibt es jedoch unentgeltliche Jagderlaubnisscheine, deren Anzahl unbegrenzt ist. Voraussetzung ist stets, dass der jeweilige Jäger einen gültigen Jagdschein besitzt, der ihn grundsätzlich zur Jagd berechtigt.
Der Jagderlaubnisschein erlaubt es dem Jäger, in einem Gebiet die Jagd selbständig, auch ohne Begleitung des Jagdpächters durchzuführen. Die zeitliche Gültigkeit kann beliebig und die zu bejagenden Wildarten, in Anzahl, Geschlecht oder Alter festgelegt werden. Dabei reicht die Spannweite von Einzelabschüssen, über Teilnahmen an Gesellschaftsjagden und langfristigen Abmachungen bis hin zu Pirschbezirken. Ein Pirschbezirk stellt eine Sonderform dar: Der Revierinhaber stellt einen festgesetzten Bestandteil des Reviers dem Gast zur Verfügung, welchen dieser gemäß den Abmachungen bejagt.
Sofern der Revierpächter nicht gemeinsam mit dem Gast jagt, muss dieser in jedem Fall einen Jagderlaubnisschein bei sich führen. Daher werden für Gesellschaftsjagden Einladungen verschickt, welche den Teilnehmern gleichzeitig als gesetzliche Legitimation dienen.